# Berthier (circonscription provinciale)
Pour l’article homonyme, voir Berthier.
Circonscription électorale provinciale du Canada
Berthier est une circonscription électorale provinciale du Québec. La circonscription est située dans la région administrative de Lanaudière. 

## Historique
Le district électoral de Berthier a été créé en 1829, en tant que district de Berthier de la Chambre d'assemblée du Bas-Canada, a continué en 1841 en tant que district électoral de l'Assemblée législative de la province du Canada et en 1867 en tant que district électoral de l'Assemblée législative du Québec. Ses limites ont été modifiées en 1972, 1980, 1992 et 2011, dans ce dernier cas en modifiant la délimitation avec la circonscription de Joliette.

## Territoire et limites
Le territoire comprend les municipalités suivantes :
- Berthierville
- La Visitation-de-l'Île-Dupas
- Lanoraie
- Lavaltrie
- Mandeville
- Saint-Alphonse-Rodriguez
- Saint-Barthélemy
- Saint-Cléophas-de-Brandon
- Saint-Côme
- Saint-Cuthbert
- Saint-Damien
- Saint-Didace
- Sainte-Béatrix
- Sainte-Élisabeth
- Sainte-Émélie-de-l'Énergie
- Sainte-Geneviève-de-Berthier
- Sainte-Marcelline-de-Kildare
- Saint-Félix-de-Valois
- Saint-Gabriel
- Saint-Gabriel-de-Brandon
- Saint-Ignace-de-Loyola
- Saint-Jean-de-Matha
- Saint-Michel-des-Saints
- Saint-Norbert
- Saint-Zénon

Elle comprend aussi la réserve indienne de Manawan et les territoires non-organisés suivants :
- Baie-Atibenne
- Baie-de-la-Bouteille
- Baie-Obaoca
- Lac-Cabasta
- Lac-Devenyns
- Lac-du-Taureau
- Lac-Legendre
- Lac-Matawin
- Lac-Minaki
- Lac-Santé
- Saint-Guillaume-Nord

## Liste des députés

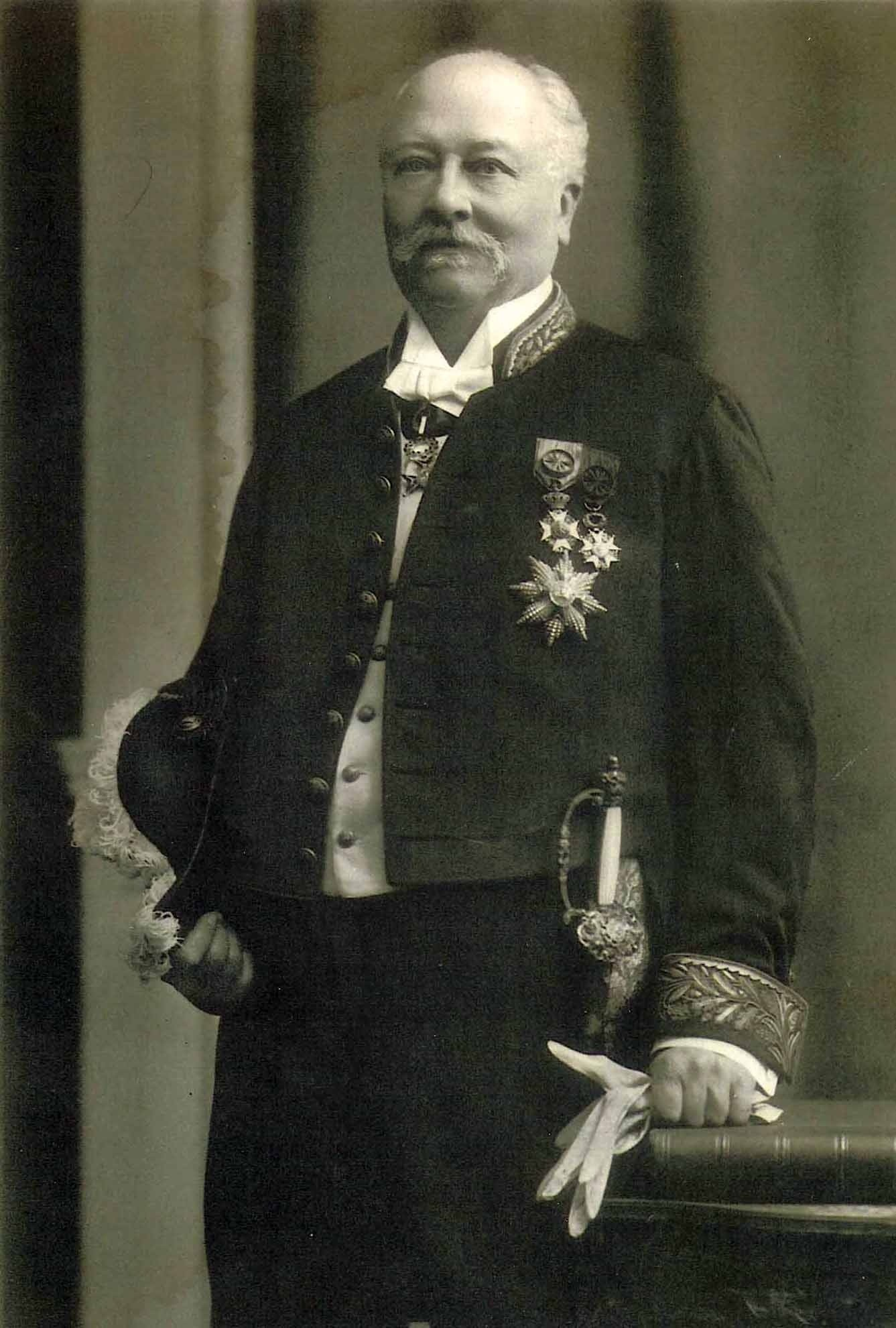
Portrait Victor Allard est député de 1892 à 1897 pour le Parti conservateur du Québec.

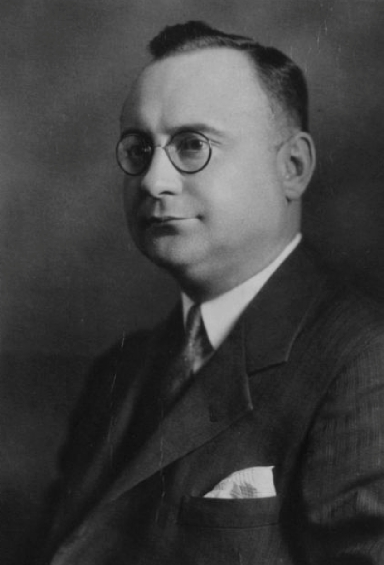
Cléophas Bastien est député de 1927 à 1943 pour le Parti libéral du Québec.

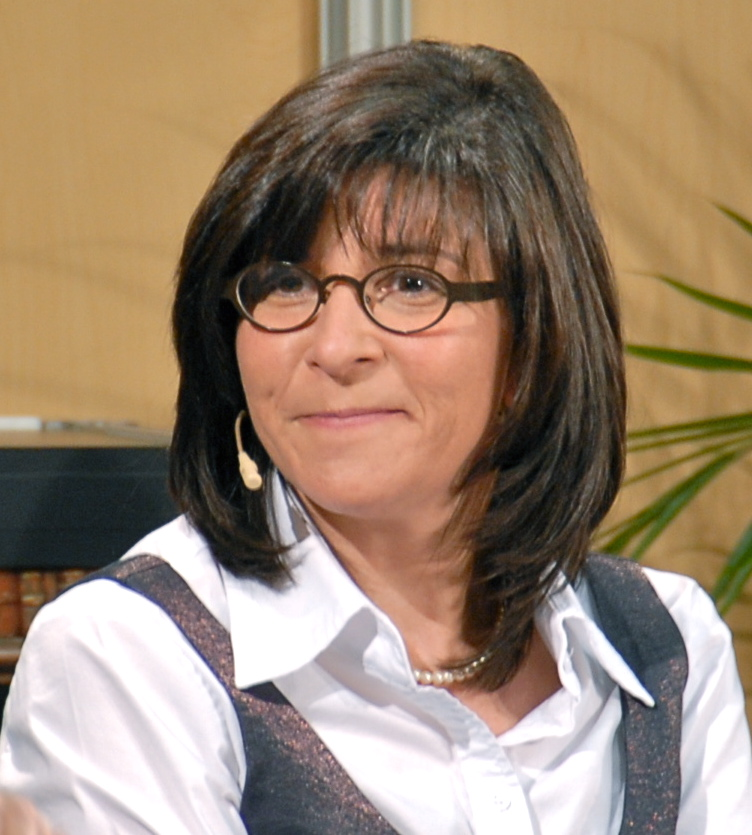
Marie Grégoire est députée de 2002 à 2003 pour l'Action démocratique du Québec.

| Années | Années      | Député                      | Parti               |
| ------ | ----------- | --------------------------- | ------------------- |
|        | 1867 - 1871 | Louis-Joseph Moll           | Conservateur        |
|        | 1871 - 1875 | Louis Sylvestre             | Libéral             |
|        | 1875 - 1878 | Louis Sylvestre             | Libéral             |
|        | 1878 - 1880 | Joseph Robillard            | Conservateur        |
|        | 1880 - 1881 | Joseph Robillard            | Conservateur        |
|        | 1881 - 1886 | Joseph Robillard            | Conservateur        |
|        | 1886 - 1889 | Louis Sylvestre             | Libéral             |
|        | 1890        | Omer Dostaler               | Libéral             |
|        | 1890 - 1892 | Cuthbert-Alphonse Chênevert | Libéral             |
|        | 1892 - 1897 | Victor Allard               | Conservateur        |
|        | 1897 - 1900 | Cuthbert-Alphonse Chênevert | Libéral             |
|        | 1900 - 1903 | Cuthbert-Alphonse Chênevert | Libéral             |
|        | 1904        | Joseph Lafontaine           | Libéral             |
|        | 1904 - 1908 | Joseph Lafontaine           | Libéral             |
|        | 1908 - 1912 | Joseph Lafontaine           | Libéral             |
|        | 1912 - 1916 | Joseph-Olivier Gadoury      | Conservateur        |
|        | 1916 - 1919 | Joseph Lafontaine           | Libéral             |
|        | 1919 - 1923 | Siméon Lafrenière           | Libéral             |
|        | 1923 - 1925 | Siméon Lafrenière           | Libéral             |
|        | 1925 - 1927 | Amédée Sylvestre            | Libéral             |
|        | 1927 - 1931 | Cléophas Bastien            | Libéral             |
|        | 1931 - 1935 | Cléophas Bastien            | Libéral             |
|        | 1935 - 1936 | Cléophas Bastien            | Libéral             |
|        | 1936 - 1939 | Cléophas Bastien            | Libéral             |
|        | 1939 - 1943 | Cléophas Bastien            | Libéral             |
|        | 1944 - 1948 | Armand Sylvestre            | Libéral             |
|        | 1948 - 1952 | Azellus Lavallée            | Union nationale     |
|        | 1952 - 1956 | Azellus Lavallée            | Union nationale     |
|        | 1956 - 1960 | Azellus Lavallée            | Union nationale     |
|        | 1960 - 1962 | Azellus Lavallée            | Union nationale     |
|        | 1962 - 1966 | Lucien McGuire              | Libéral             |
|        | 1966 - 1970 | Guy Gauthier                | Union nationale     |
|        | 1970 - 1973 | Guy Gauthier                | Union nationale     |
|        | 1973 - 1976 | Michel Denis                | Libéral             |
|        | 1976 - 1981 | Jean-Guy Mercier            | Parti québécois     |
|        | 1981 - 1985 | Albert Houde                | Libéral             |
|        | 1985 - 1989 | Albert Houde                | Libéral             |
|        | 1989 - 1994 | Albert Houde                | Libéral             |
|        | 1994 - 1998 | Gilles Baril                | Parti québécois     |
|        | 1998 - 2002 | Gilles Baril                | Parti québécois     |
|        | 2002 - 2003 | Marie Grégoire              | ADQ                 |
|        | 2003 - 2007 | Alexandre Bourdeau          | Parti québécois     |
|        | 2007 - 2008 | François Benjamin           | Action démocratique |
|        | 2008 - 2012 | André Villeneuve            | Parti québécois     |
|        | 2012 - 2014 | André Villeneuve            | Parti québécois     |
|        | 2014 - 2018 | André Villeneuve            | Parti québécois     |
|        | 2018 - 2022 | Caroline Proulx             | Coalition avenir    |
|        | 2022 - ...  | Caroline Proulx             | Coalition avenir    |

Légende: Les années en italiques indiquent les élections partielles.

## Résultats électoraux

### Évolution pour les principaux partis
| |
| - Union nationale (ancien) - Parti libéral - Parti québécois - Crédit social (ancien) - Action démocratique (ancien) - Québec solidaire - Coalition avenir - Parti conservateur |

### Résultats détaillés
|                                                                                               | Nom                        | Parti            | Nombre de voix | %      | Maj.   |
| --------------------------------------------------------------------------------------------- | -------------------------- | ---------------- | -------------- | ------ | ------ |
|                                                                                               | Caroline Proulx (sortante) | Coalition avenir | 21 256         | 51 %   | 12 574 |
|                                                                                               | Julie Boucher              | Parti québécois  | 8 682          | 20,8 % | -      |
|                                                                                               | Amélie Drainville          | Québec solidaire | 5 877          | 14,1 % | -      |
|                                                                                               | Benoit Primeau             | Conservateur     | 4 585          | 11 %   | -      |
|                                                                                               | Hassan Abdallah            | Libéral          | 1 064          | 2,6 %  | -      |
|                                                                                               | Claire Aubin               | Climat Québec    | 242            | 0,6 %  | -      |
| Total                                                                                         | Total                      | Total            | 41 706         | 100 %  |        |
| Le taux de participation lors de l'élection était de 67,9 % et 613 bulletins ont été rejetés. |                            |                  |                |        |        |

|                                                                                               | Nom                        | Parti               | Nombre de voix | %      | Maj.  |
| --------------------------------------------------------------------------------------------- | -------------------------- | ------------------- | -------------- | ------ | ----- |
|                                                                                               | Caroline Proulx            | Coalition avenir    | 18 048         | 45,1 % | 6 481 |
|                                                                                               | André Villeneuve (sortant) | Parti québécois     | 11 567         | 28,9 % | -     |
|                                                                                               | Louise Beaudry             | Québec solidaire    | 6 169          | 15,4 % | -     |
|                                                                                               | Robert Magnan              | Libéral             | 3 052          | 7,6 %  | -     |
|                                                                                               | Jérôme St-Jean             | Vert                | 687            | 1,7 %  | -     |
|                                                                                               | Rémi Bourdon               | Citoyens au pouvoir | 467            | 1,2 %  | -     |
| Total                                                                                         | Total                      | Total               | 39 990         | 100 %  |       |
| Le taux de participation lors de l'élection était de 69,8 % et 752 bulletins ont été rejetés. |                            |                     |                |        |       |

|                                                                                               | Nom                        | Parti              | Nombre de voix | %      | Maj.  |
| --------------------------------------------------------------------------------------------- | -------------------------- | ------------------ | -------------- | ------ | ----- |
|                                                                                               | André Villeneuve (sortant) | Parti québécois    | 15 070         | 39,6 % | 3 256 |
|                                                                                               | Élizabeth Leclerc          | Coalition avenir   | 11 814         | 31 %   | -     |
|                                                                                               | Pierre-Luc Bellerose       | Libéral            | 7 570          | 19,9 % | -     |
|                                                                                               | Louise Beaudry             | Québec solidaire   | 2 666          | 7 %    | -     |
|                                                                                               | Pierre Baril               | Vert               | 483            | 1,3 %  | -     |
|                                                                                               | Francis Lamarre            | Option nationale   | 261            | 0,7 %  | -     |
|                                                                                               | Claude Dupré               | Mon pays le Québec | 193            | 0,5 %  | -     |
| Total                                                                                         | Total                      | Total              | 38 057         | 100 %  |       |
| Le taux de participation lors de l'élection était de 68,9 % et 718 bulletins ont été rejetés. |                            |                    |                |        |       |

|                                                                                               | Nom                        | Parti                  | Nombre de voix | %      | Maj.  |
| --------------------------------------------------------------------------------------------- | -------------------------- | ---------------------- | -------------- | ------ | ----- |
|                                                                                               | André Villeneuve (sortant) | Parti québécois        | 19 584         | 46,9 % | 6 130 |
|                                                                                               | François Benjamin          | Coalition avenir       | 13 454         | 32,2 % | -     |
|                                                                                               | Catherine Haulard          | Libéral                | 5 477          | 13,1 % | -     |
|                                                                                               | Louise Beaudry             | Québec solidaire       | 2 015          | 4,8 %  | -     |
|                                                                                               | Dany Ouellet               | Vert                   | 518            | 1,2 %  | -     |
|                                                                                               | Raymond Guay               | Option nationale       | 452            | 1,1 %  | -     |
|                                                                                               | Pierre Baril               | Coalition constituante | 221            | 0,5 %  | -     |
| Total                                                                                         | Total                      | Total                  | 41 721         | 100 %  |       |
| Le taux de participation lors de l'élection était de 75,7 % et 624 bulletins ont été rejetés. |                            |                        |                |        |       |

|                                                                                               | Nom                         | Parti               | Nombre de voix | %      | Maj.  |
| --------------------------------------------------------------------------------------------- | --------------------------- | ------------------- | -------------- | ------ | ----- |
|                                                                                               | André Villeneuve            | Parti québécois     | 13 776         | 42,5 % | 5 341 |
|                                                                                               | Norman Blackburn            | Libéral             | 8 435          | 26 %   | -     |
|                                                                                               | François Benjamin (sortant) | Action démocratique | 8 358          | 25,8 % | -     |
|                                                                                               | Jocelyne Dupuis             | Québec solidaire    | 934            | 2,9 %  | -     |
|                                                                                               | Yan Beaudry                 | Vert                | 911            | 2,8 %  | -     |
| Total                                                                                         | Total                       | Total               | 32 414         | 100 %  |       |
| Le taux de participation lors de l'élection était de 60,4 % et 608 bulletins ont été rejetés. |                             |                     |                |        |       |

|                                                                                               | Nom                          | Parti               | Nombre de voix | %      | Maj.  |
| --------------------------------------------------------------------------------------------- | ---------------------------- | ------------------- | -------------- | ------ | ----- |
|                                                                                               | François Benjamin            | Action démocratique | 16 242         | 42,2 % | 2 888 |
|                                                                                               | Alexandre Bourdeau (sortant) | Parti québécois     | 13 354         | 34,7 % | -     |
|                                                                                               | Carole Majeau                | Libéral             | 6 687          | 17,4 % | -     |
|                                                                                               | Jocelyne Dupuis              | Québec solidaire    | 1 087          | 2,8 %  | -     |
|                                                                                               | André Chauvette              | Vert                | 1 084          | 2,8 %  | -     |
| Total                                                                                         | Total                        | Total               | 38 454         | 100 %  |       |
| Le taux de participation lors de l'élection était de 72,7 % et 432 bulletins ont été rejetés. |                              |                     |                |        |       |

|                                                                                               | Nom                      | Parti               | Nombre de voix | %      | Maj.  |
| --------------------------------------------------------------------------------------------- | ------------------------ | ------------------- | -------------- | ------ | ----- |
|                                                                                               | Alexandre Bourdeau       | Parti québécois     | 12 101         | 35 %   | 1 087 |
|                                                                                               | Marie Grégoire (sortant) | Action démocratique | 11 014         | 31,9 % | -     |
|                                                                                               | Carole Majeau            | Libéral             | 10 828         | 31,3 % | -     |
|                                                                                               | Pierre Gravel            | UFP                 | 632            | 1,8 %  | -     |
| Total                                                                                         | Total                    | Total               | 34 575         | 100 %  |       |
| Le taux de participation lors de l'élection était de 69,4 % et 546 bulletins ont été rejetés. |                          |                     |                |        |       |

|                                                                                               | Nom            | Parti               | Nombre de voix | %      | Maj.  |
| --------------------------------------------------------------------------------------------- | -------------- | ------------------- | -------------- | ------ | ----- |
|                                                                                               | Marie Grégoire | Action démocratique | 16 389         | 51 %   | 7 416 |
|                                                                                               | David Levine   | Parti québécois     | 8 973          | 27,9 % | -     |
|                                                                                               | Carole Majeau  | Libéral             | 6 771          | 21,1 % | -     |
| Total                                                                                         | Total          | Total               | 32 133         | 100 %  |       |
| Le taux de participation lors de l'élection était de 65,4 % et 515 bulletins ont été rejetés. |                |                     |                |        |       |

## Référendums
|  | Référendum                     | % du OUI | % du NON | Taux de participation |
|  | Référendum de 1980             | 39,1 %   | 60,9 %   | 86,67 %               |
|  | Accord de Charlottetown (1992) | 32,5 %   | 67,5 %   | 82,63 %               |
|  | Référendum de 1995             | 63,02 %  | 36,98 %  | 92,54 %               |